# Bonekinha
Bonekinha singolo del cantante brasiliano Gloria Groove, pubblicato il 17 giugno 2021 come primo estratto dal secondo album in studio Lady Leste.

## Tracce
1. Bonekinha – 2:48

## Date di pubblicazione
| Paese | Data di pubblicazione | Formato                      | Nota  |
| ----- | --------------------- | ---------------------------- | ----- |
| Mondo | 17 giugno 2021        | Download digitale, streaming | [ 2 ] |